# Алексеевка (Юрьевский район)
Алексе́евка (укр. Олексіївка) — село,
Алексеевский сельский совет,
Юрьевский район,
Днепропетровская область,
Украина.
Код КОАТУУ — 1225980301. Население по переписи 2001 года составляло 113 человек .
Является административным центром Алексеевского сельского совета, в который, кроме того, входят сёла
Новочерноглазовское,
Пшеничное,
Сокольское,
Ульяновка и
Фёдоровское.

## Географическое положение
Село Алексеевка находится на расстоянии в 0,5 км от села Пшеничное.
По селу протекает пересыхающий ручей с запрудой.
Через село проходит автомобильная дорога Т-0412.

## Объекты социальной сферы
- Фельдшерский пункт.